# Keiji Yoshimura
Keiji Yoshimura (吉村 圭司?, Yoshimura Keiji; Ehime, 8 agosto 1979) è un ex calciatore giapponese, di ruolo centrocampista.

## Palmarès

### Club
- Campionato giapponese: 1

Nagoya Grampus: 2010